# Стефан дела Бела
 Стефан дела Бела  (итал. Stefano della Bella; Фиренца, 18. мај 1610 –  Фиренца, 12. јул 1664) је био фирентински цртач и и графичар, познат по великом броју бакрописа различитих субјеката, укључујући војне и судске сцене. Стефано дела Бела је оставио 1052 графике и неколико хиљада цртежа.

## Живот
Стефан дела Бела родио се 18. маја 1610, у Фиренци у породици сликара, вајара и златара Франческа дела Беле. Студирао је бакрорез у Фиренци. Под покровитељством Медичија ,Стефан дела Бела наставља да студира шест година у Риму. Живи и ствара у Палати Пити (Палацо Пити). Радио је пејзаже ,античке цртеже,историјске и јавне догађаје.
Највећи број радова касније је претворио у графике. Путовао је у Фиренцу да сними и помогне судске свечаности Медичија. У овом периоду његов стил се развио из маниристичког у барокни.